# Kapaghan
Kapaghan Kaghan, Le Conquérant, (vieux turc : 𐰴𐰯𐰍𐰣𐰴𐰍𐰣, translittération : Qapaγan qaγan, transcription chinoise : chinois : 迁善可汗 ; pinyin : qiānshàn kěhàn, également appelé en chinois 阿史那默啜, āshǐnà mòchuò, Mo-tch’o, ou Mo-tcho (transcription chinoise du turc Bâk-tchor) est un khagan du second empire Turc (Tujue, T’ou-kiue, ou Köktürks). Il succède à son frère, le khagan Qutlugh (ou Elterich) en 691 et règne jusqu'à sa mort en 716. Sous son règne l'empire atteint son apogée.
Il essaie d’établir de bonnes relations avec la Chine, et se pose en défenseur de la dynastie Tang. Il continue cependant les razzias au nord de la Chine, dans l'actuel Ningxia en 694 et à l’ouest de l'actuel Pékin en 698. 
Il collabore avec les Chinois contre les Khitans, nomades proto-mongols du Liaoxi et du Jehol qui attaquent la frontière chinoise : en 696 leur khan Li-Shun, encouragé par Kapaghan, est victorieux d'une armée chinoise. Quand il meurt peu après, son fils est chassé du pouvoir et les Khitans abandonnent l’alliance turque. Mo-tcho entre dans leur pays mais échoue à rétablir le prince exilé. Il s'allie alors avec la Chine, recevant une importante contribution (soie, riz, armes, cuirasses, etc.). Les Khitans, pris en tenaille, sont écrasés (696-697).
L’impératrice Wu Zetian, pour assurer son alliance, lui envoie une ambassade qui lui demande sa fille pour son neveu favori (698). Il refuse et réclame la restauration de l’empereur légitime Zhongzong et sa main pour sa fille. Cette année-là, il attaque Lingwu dans le Ningxia, puis devant le refus de la cour chinoise à ses demandes envahit le nord de la Chine. Il saccage le Hebei, fait des milliers de captifs qu’il exécute avant de se retirer. En 702 il met à sac le nord du Shanxi. En 706 il écrase les armées chinoises à l’est de Dunhuang puis assiège le poste-frontière Lingchow dans le Ningxia. Il rentre de ces raids de pillage chargé de butin et d’esclaves.
Mo-tcho mène aussi des guerres victorieuse contre les peuples turcs. Il entre en campagne contre les Bayirkou du haut Kerulen et les Kirghiz du haut Ienisseï, qui sont soumis. En 699, il vainc la coalition des Turcs occidentaux, restaurant l'unité du premier empire Köktürks, de la frontière chinoise à la Transoxiane. Le fils de Wu-che-lö, khan des Turgäch, So-ko (706-711), résiste un temps sur le bas Ili, au sud du Balkhach à la tête des Turcs occidentaux, mais est vaincu et tué en 711. Les Karlouks sont soumis à leur tour.
Mo-tcho, vieillissant, voit se développer l'opposition de nombreux chefs turcs qui se rapprochent de la Chine. Les Bayirkou du Kerulen se révoltent. Mo-tcho les bat sévèrement sur les bords de la Toula, mais au retour, tombe dans une embuscade et est tué le 22 juillet 716. Sa tête est remise par les Bayirkou à l’ambassadeur chinois qui l’envoie à Chang'an.
Sa mort est suivie d'une période d'anarchie. Son neveu, Kül Tegin, fils de Qutlugh, s'empare du pouvoir après avoir tué le fils de Mo-tcho Bögü et toute sa famille. Il place son frère aîné Bilge Kaghan sur le trône.

## Sources
- René Grousset, L’empire des steppes, Attila, Gengis-Khan, Tamerlan, Paris, Payot, 1938, quatrième édition, 1965, (.pdf) 669 (présentation en ligne, lire en ligne)
- A history of Russia, Central Asia, and Mongolia, par David Christian Éditeur Wiley-Blackwell, 1998  (ISBN 0631208143 et 9780631208143)